# Mihran Damadian

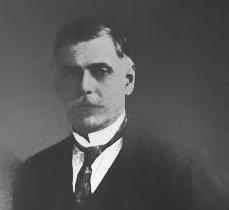
Mihran Damadian

Mihran Damadian (* 1863 in Istanbul, Osmanisches Reich; † 1945 in Kairo, Königreich Ägypten) war ein armenischer Schriftsteller, Lehrer, Freiheitskämpfer und politischer Aktivist.

## Leben
Er wurde in der armenisch-katholischen Moorat-Raphaelian-Schule in Venedig erzogen und wurde Lehrer im Bezirk Sason. Zusammen mit Medzn Mourad leitete er die Kumkapı-Demonstration und den Widerstand von Sason 1894. Er wurde inhaftiert und nach Istanbul gebracht.
Mihran Damadian war ein bekannter Huntschak-Aktivist und später ein Mitglied der Reform-Huntschak, die zur Ramgavar wurde. Er war auch Chefunterhändler in Verhandlungen mit den französischen Behörden; er schlug vor, dass Frankreich das Völkerbundmandat des unabhängigen Kilikien 1920 übernehmen könnte. Am 5. August 1920 rief Damadian die Unabhängigkeit Kilikiens als autonome Republik unter französischem Protektorat aus.
Sein Urenkel ist der Opernsänger Gérard Papazian.